# 궈수칭

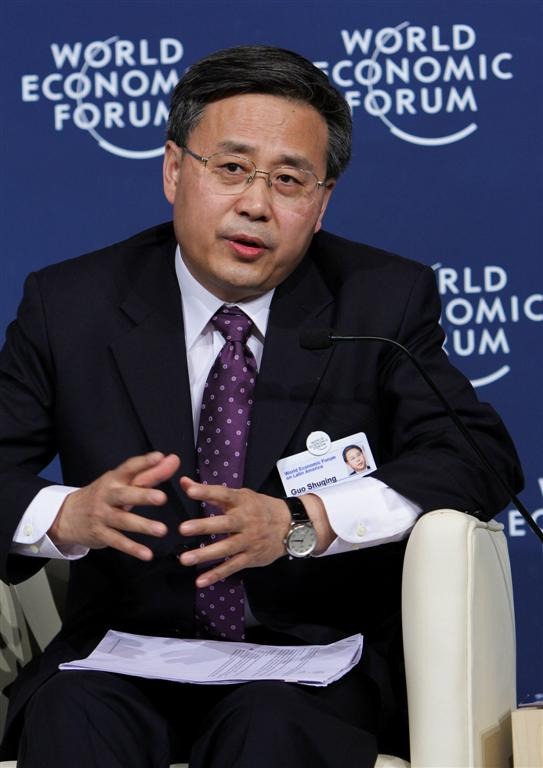
궈수칭

궈수칭(곽수청, 중국어 간체자: 郭树清, 1956년 8월 ~ )은 중화인민공화국의 정치인이다. 중국 은행 감독위원회 주석이며 현 중국 경제에 가장 큰 영향을 미치는 인물 중 하나로 평가 받고 있다.

## 생애
내몽골 자치구 우란차부시 출신으로 1984년에 중국 공산당에 입당했다. 난카이 대학 철학과를 졸업하고 중국 사회과학원에서 법학 박사 학위를 취득했다. 중국공산당 제17기 중앙후보위원과 제18기, 19기 중앙위원을 지냈다. 국가외환관리국 국장과 중국건설은행 대표이사, 중국증권감독관리위원회 주석, 산둥성 인민정부 성장, 중국은행감독관리위원회 주석을 역임했다. 현재 중국은행보험관리위원회 주석과 당위원회 서기, 중국인민은행 당위원회 서기, 부행장, 중국은행보험개혁 선도 그룹 의장이다.